# Bunga Laurel
Die Bunga Laurel ist ein mittlerweile als Sun 9 betriebener Produkten- und Chemikalientanker.

## Geschichte
Das Schiff wurde unter der Baunummer S-7038 auf der Werft Fukuoka Shipbuilding Co. in Nagasaki, Japan, gebaut. Die Kiellegung erfolgte am 24. August, der Stapellauf am 4. Dezember 2009, Das Schiff wurde am 22. April 2010 fertiggestellt und Ende 2010 in Dienst gestellt. Es fährt unter der Flagge Panamas.
Betrieben wurde das Schiff von der malaysischen Reederei Malaysia International Shipping Corporation (MISC). Bereedert wurde es von dem zur MISC-Gruppe gehörenden Unternehmen Eaglestar. Das Schiff war das erste einer Serie von sechs baugleichen Tankschiffen, die zwischen 2010 und 2012 an die Reederei MISC abgeliefert wurden.
2022 wurde das Schiff verkauft und in Sun 9 umbenannt.

### Piratenangriff im Januar 2011
| \| Ort des Überfalls \| |
| Ort des Überfalls       |

Das Schiff wurde am 20. Januar 2011 im Arabischen Meer rund 260 Seemeilen östlich von Masira, einer Insel vor der Küste des Oman, von somalischen Piraten überfallen. An Bord des Schiffes, das Schmieröl und Ethylendichlorid geladen hatte und sich auf einer Reise nach Singapur befand, waren 23 philippinische Seeleute. Die Besatzung schaltete den Antrieb ab und unterbrachen die Stromversorgung, um das Schiff manövrierunfähig zu machen. Sie konnte sich vor den Piraten in einen Schutzraum flüchten und einen Notruf absetzen. Daraufhin nahm die Bunga Mas Lima der malaysischen Marine, die sich im Rahmen der „Operation Fajar“ als Teil der multinationalen Militäroperation gegen die Piraterie im Golf von Aden im Seegebiet befand, Kurs auf das Schiff, das sie noch zwei Stunden vor dem Piratenangriff zur Sicherheit auf der Fahrt durch das Arabische Meer begleitet hatte.
Die Soldaten überwältigten sieben Piraten, die sich an Bord der Bunga Laurel befanden. Elf weitere Piraten, die sich auf einem weiteren Schiff in der Nähe befanden, von dem aus der Angriff auf den Tanker gestartet worden war, ergaben sich. Die an Bord des Tankers überwältigten Piraten wurden festgenommen. Das Schiff setzte seine Fahrt nach Singapur anschließend fort.
Die Piraten wurden nach Malaysia gebracht und dort vor Gericht gestellt. Im September 2013 wurde sie zu mehrjährigen Haftstrafen verurteilt.

## Technische Daten
Das Schiff wird von einem MAN-Dieselmotor mit 6.150 kW Leistung angetrieben. Der Zweitakt-Sechszylindermotor, der von Makita Corporation in Lizenz gebaut wurde, wirkt auf einen Propeller. Für die Stromversorgung stehen vier Dieselgeneratoren zur Verfügung.
Das Schiff ist im Mittschiffsbereich mit je einem Manifold auf der Backbord- und Steuerbordseite ausgerüstet. Für die Schlauchübernahme steht ein Kran zur Verfügung, der beide Seiten bedienen kann.